# Fiction historique
La fiction historique est un genre de fiction qui situe le récit dans le cadre historique précis d'un passé proche ou lointain. Le genre de la fiction historique s'est développé sur plusieurs supports : roman historique, bande dessinée historique, film historique, séries télévisées, jeux de société et jeux vidéo. Des exemples connus de fictions historiques sont le roman La part de l'autre (Éric-Emmanuel Schmitt), Sinouhé l'Égyptien (Mika Waltari), la bande dessinée L'Épervier (Patrice Pellerin) ou le film Meurtre dans un jardin anglais (Peter Greenaway). D'autres romans tels que Les Piliers de la Terre se placent également dans un contexte réaliste, respectant scrupuleusement les faits historiques, tout en déroulant un fil principal à caractère fictionnel : ainsi, le livre reprend le thème du Moyen Âge central et narre la vie d'un bâtisseur de l'époque. 

## Rigueur historique
« Ce diable d'homme qui vous parle toujours de “violer l'histoire pour lui faire des enfants” sait aborder les grandes infortunes »

— Cette maxime prêtée par Blaze de Bury à Alexandre Dumas en réponse à se détracteurs qui l'accusaient de déformer les faits historiques, a donné lieu à des variantes aux sources inconnues : « On peut violer l'Histoire à condition de lui faire de beaux enfants », « Qu'importe de violer l'Histoire, pourvu qu'on lui fasse un enfant »….
Mais les œuvres d'Alexandre Dumas mettent le plus souvent en scène des personnages authentiques dont ils déforment la vie, le caractère, les aventures. Qu'il s'agisse de D'Artagnan et des trois mousquetaires, d'Edmond Dantès, de La Mole et de Coconas, du Duc d'Anjou, de Bussy d'Amboise, du couple Monsoreau, de Chicot ou de Joseph Balsamo, pour ne citer que les plus romanesques et les plus populaires. Les auteurs de fiction historique ne font pas tous preuve de la même volonté de rigueur ou d'exactitude, ou même de réalisme, quant à la représentation de l'époque qu'ils décrivent. Les équipes qui réalisèrent le film Master & Commander (Peter Weir), par exemple, se plièrent aux conseils d'experts et d'historiens afin de représenter le plus fidèlement possible les batailles navales des débuts du XIXe siècle. Alors qu'un autre film, temporellement situé quelques dizaines d'années avant, Pirates des Caraïbes, ne vise pas du tout à un tel « réalisme », car même si le film se déroule au XVIIIe siècle il est tout de même mêlé d'un très fort élément fantastique.
Les œuvres historiques, qu'elles s'expriment par le biais de romans, films, bandes dessinées, genre de jeu vidéo ou autres moyens d'expression artistique, peuvent donc être plus ou moins réalistes, selon ce que l'auteur a décidé de faire de son œuvre.

### Ouvrages de théorie de la fiction
- (en) Lubomír Doležel, Possible Worlds of Fiction and History, dans la revue New Literary History, The Johns Hopkins University Press, vol. 29, n°4, « Critics without Schools? » (automne 1998), p. 785-809.[lire en ligne]
- Gérard Genette, Fiction et diction, Paris, Le Seuil, coll. « Poétique », Paris, Le Seuil, 1991, coll. « Points essais », 2004.
- Jean-Marie Schaeffer, Pourquoi la fiction ?, Paris, Le Seuil, 1999.

### Sur des formes de fictions historiques en particulier
- Louichon Brehm, Fictions historiques pour la jeunesse en France et au Québec, Presses universitaires de Bordeaux, coll. "Sciences humaines & sociales", 2016.
- Isabelle Durand-Le Guern, Le Roman historique, Paris, Armand Colin, coll. « 128. Série lettres », 2008, 127 p.
- Marc Ferro, Cinéma et Histoire, Paris, Denoël et Gonthier, coll. « Bibliothèque Médiations », 1977, réédition : Paris, Gallimard, coll. Folio, 1993.
- Gérard Gengembre, Le Roman historique, Paris, Klincksieeck, coll. « 50 questions » (no 27), 2005, 159 p.
- Michel Thiébaut, Histoire et bande dessinée : projet d'étude sur la bande dessinée d'expression française, Direction générale des affaires culturelles de Franche-Comté, impr. 1983, 57 p.